# Recovery (пісня Джастіна Бібера)
«Recovery» (укр. Відновлення) — пісня канадського співака та автора пісень Джастіна Бібера з його другого компіляційного альбому Journals (2013). Пісня стала доступною 28 жовтня 2013 року для цифрового завантаження. У пісні присутні семпли треку Крейга Девіда «Fill Me In». Сингл став четвертим треком із серії Бібера «Музичні понеділки», перші три з яких — «Heartbreaker» (7 жовтня), «All That Matters» (14 жовтня) та «Hold Tight» (21 жовтня). Бібер випускав новий сингл щопонеділка протягом 10 тижнів з 7 жовтня по 9 грудня 2013 року.

## Треклист
| Цифрове завантаження | Цифрове завантаження | Цифрове завантаження |
| #                    | Назва                | Тривалість           |
| -------------------- | -------------------- | -------------------- |
| 1.                   | «Recovery»           | 3:02                 |

## Чарти
| Чарт (2013)                               | Найвища позиція |
| ----------------------------------------- | --------------- |
| Австрія (Ö3 Austria Top 75)               | 49              |
| Бельгія (Ultratop Flanders)               | 23              |
| Бельгія Urban (Ultratop Flanders)         | 6               |
| Бельгія (Ultratop Wallonia)               | 29              |
| Канада (Canadian Hot 100)                 | 30              |
| Данія (Tracklisten)                       | 5               |
| Франція (SNEP)                            | 56              |
| Німеччина (Official German Charts)        | 50              |
| Ірландія (IRMA)                           | 25              |
| Нідерланди (Mega Single Top 100)          | 14              |
| Шотландія (Official Charts Company)       | 37              |
| Іспанія (PROMUSICAE)                      | 24              |
| Швейцарія (Media Control AG)              | 33              |
| Велика Британія (UK R&B Chart)            | 4               |
| Велика Британія (Official Charts Company) | 28              |
| США (Billboard Hot 100)                   | 41              |
| США (Hot R&B/Hip-Hop Songs) (Billboard)   | 13              |